# Восточный Сен-Лоран-дю-Вар-Кань-сюр-Мер
Восто́чный Сен-Лора́н-дю-Вар-Кань-сюр-Мер (фр. Saint-Laurent-du-Var-Cagnes-sur-Mer-Est) — упразднённый кантон во Франции, в регионе Прованс — Альпы — Лазурный Берег, департамент Приморские Альпы. Входил в состав округа Грас. Код INSEE кантона — 0605.
До марта 2015 года в состав кантона Восточный Сен-Лоран-дю-Вар-Кань-сюр-Мер входило 2 коммуны, административный центр располагался в коммуне Сен-Лоран-дю-Вар.

## Состав кантона
| Коммуна          | Население, чел. (1999) | Почтовый индекс | Код INSEE |
| ---------------- | ---------------------- | --------------- | --------- |
| Кань-сюр-Мер     | 7412                   | 06800           | 06027     |
| Сен-Лоран-дю-Вар | 27 141                 | 06700           | 06123     |

## Население
Население кантона на 2007 год составляло 38 620 человек.
| 1962 | 1968 | 1975 | 1982 | 1990 | 1999   | 2006 | 2007   | 2008 |
| ---- | ---- | ---- | ---- | ---- | ------ | ---- | ------ | ---- |
| —    | —    | —    | —    | —    | 34 553 | —    | 38 620 | —    |

По закону от 17 мая 2013 и декрету от 24 февраля 2014 года количество кантонов в департаменте Приморские Альпы уменьшилось с 52-х до 27-ми. Новое территориальное деление департаментов на кантоны вступило в силу во время выборов 2015 года. После реформы кантон был упразднён. Коммуны переданы с состав вновь созданного кантона Кань-сюр-Мер-2 (округ Грас).